# اسپکه
اِسپَکِّه (بلوچی: espakka و فارسی: espakke)، شهری در بخش مرکزی شهرستان لاشار در استان سیستان و بلوچستان ایران است. این شهر، مرکز شهرستان لاشار است.
شهر اسپکه، یکی از مراکز سوزن‌دوزی در استان سیستان و بلوچستان است.

## پیشینه
نام اسپکه در نوشته‌های قدیمی نیز دیده می‌شود. نخستین بار نام این شهر را در کتاب حدودالعالم من المشرق الی المغرب تالیف 372 هجری (چاپ دانشگاه الزهرا ص 364) با عنوان «اسفک» می بینیم.
قلعه اسپکه مربوط به سده‌های میانه اسلامی (شماره ثبت ۷۲۶۵ در تاریخ ۱۳۸۱/۱۱/۱۲) از مکان‌های تاریخی اسپکه است.

## جمعیت
بر پایه سرشماری عمومی نفوس و مسکن در سال ۱۳۹۵، جمعیت شهر اسپکه برابر ۴٬۷۱۹ نفر (۱٬۱۲۷ خانوار) بوده‌است.